# Olympische Sommerspiele 2024/Kanu – Zweier-Canadier 500 m (Männer)
Das Kanu-Rennen der Männer mit dem Zweier-Canadier über 500 m bei den Olympischen Spielen 2024 in Paris fand vom 6. bis 8. August 2024 statt. Schauplatz der Wettkämpfe war die Regattastrecke Stade nautique de Vaires-sur-Marne im Ort Vaires-sur-Marne, östlich des Großraums Paris. Erstmals 2008 wurde wieder ein C2-Rennen der Männer über 500 m ausgetragen. Der in Tokio ausgetragene C2 über 1000 m wurde hingegen aus dem Wettkampfprogramm für die Spiele 2024 gestrichen.

## Titelträger
| Olympische Spiele 2020       | nicht ausgetragen                   |              | Tokio             |
| Weltmeisterschaften 2023     | Peter Kretschmer / Tim Hecker       | 1:36,972 min | Duisburg          |
| Afrikameisterschaften 2024   | Manuel António / Benilson Sanda     | 1:54,71 min  | Abuja             |
| Panamerikanische Spiele 2023 | Craig Spence / Alix Plomteux        | 1:42,12 min  | Santiago de Chile |
| Asienspiele 2022             | Sergei Jemeljanow / Timur Chaidarow | 1:49,010 min | Hangzhou          |
| Europameisterschaften 2024   | Alexei Korowaschkow / Iwan Schtyl   | 1:42,228 min | Szeged            |
| Ozeanienmeisterschaften 2024 | James Munro / Kacey Ngataki         | 2:17,64 min  | Sydney            |

## Qualifikation
Die acht am besten platzierten Boote (maximal ein Boot pro Nation) der Weltmeisterschaften 2023 qualifizierten sich für die Spiele. Bei kontinentalen Qualifikationswettkämpfen stand zudem für jeden Kontinent ein Startplatz zur Verfügung.

## Vorläufe
Dienstag, 6. August 2024

### Vorlauf 1
| Rang | Bahn | Athleten                          | Nation                         | Zeit (min) | Qualifikation |
| ---- | ---- | --------------------------------- | ------------------------------ | ---------- | ------------- |
| 1    | 8    | Sachar Petrow Alexei Korowaschkow | Individuelle Neutrale Athleten | 1:38,65    | Halbfinale    |
| 2    | 4    | Gabriele Casadei Carlo Tacchini   | Italien                        | 1:39,17    | Halbfinale    |
| 3    | 3    | Jacky Nascimento Isaquias Queiroz | Brasilien                      | 1:39,38    | Viertelfinale |
| 4    | 5    | Balázs Adolf Jonatán Hajdu        | Ungarn                         | 1:40,02    | Viertelfinale |
| 5    | 7    | Ilie Sprîncean Oleg Nuță          | Rumänien                       | 1:40,84    | Viertelfinale |
| 6    | 6    | Peter Kretschmer Tim Hecker       | Deutschland                    | 1:41,58    | Viertelfinale |
| 7    | 2    | Max Brown Grant Clancy            | Neuseeland                     | 2:22,09    | Viertelfinale |

### Vorlauf 2
| Rang | Bahn | Athleten                           | Nation     | Zeit (min) | Qualifikation  |
| ---- | ---- | ---------------------------------- | ---------- | ---------- | -------------- |
| 1    | 5    | Liu Hao Ji Bowen                   | China      | 1:37,40    | Halbfinale, OB |
| 2    | 6    | Joan Antoni Moreno Diego Domínguez | Spanien    | 1:37,78    | Halbfinale     |
| 3    | 4    | Petr Fuksa Martin Fuksa            | Tschechien | 1:41,49    | Viertelfinale  |
| 4    | 3    | Loïc Léonard Adrien Bart           | Frankreich | 1:44,00    | Viertelfinale  |
| 5    | 7    | Sergei Jemeljanow Timur Chaidarow  | Kasachstan | 1:45,94    | Viertelfinale  |
| 6    | 2    | Manuel António Benilson Sanda      | Angola     | 1:51,53    | Viertelfinale  |

## Viertelfinale
Dienstag, 6. August 2024

### Viertelfinale 1
| Rang | Bahn | Athleten                          | Nation     | Zeit (min) | Qualifikation |
| ---- | ---- | --------------------------------- | ---------- | ---------- | ------------- |
| 1    | 5    | Jacky Nascimento Isaquias Queiroz | Brasilien  | 1:38,78    | Halbfinale    |
| 2    | 3    | Ilie Sprîncean Oleg Nuță          | Rumänien   | 1:40,00    | Halbfinale    |
| 3    | 4    | Loïc Léonard Adrien Bart          | Frankreich | 1:45,24    | Halbfinale    |
| 4    | 6    | Manuel António Benilson Sanda     | Angola     | 1:49,00    | B-Finale      |
| 5    | 2    | Max Brown Grant Clancy            | Neuseeland | 2:24,09    | B-Finale      |

### Viertelfinale 2
| Rang | Bahn | Athleten                          | Nation      | Zeit (min) | Qualifikation |
| ---- | ---- | --------------------------------- | ----------- | ---------- | ------------- |
| 1    | 6    | Peter Kretschmer Tim Hecker       | Deutschland | 1:39,94    | Halbfinale    |
| 2    | 4    | Balázs Adolf Jonatán Hajdu        | Ungarn      | 1:40,95    | Halbfinale    |
| 3    | 5    | Petr Fuksa Martin Fuksa           | Tschechien  | 1:41,02    | Halbfinale    |
| 4    | 3    | Sergei Jemeljanow Timur Chaidarow | Kasachstan  | 1:44,03    | FB            |

## Halbfinale
Donnerstag, 8. August 2024

### Halbfinale 1
| Rang | Bahn | Athleten                           | Nation                         | Zeit (min) | Qualifikation |
| ---- | ---- | ---------------------------------- | ------------------------------ | ---------- | ------------- |
| 1    | 5    | Sachar Petrow Alexei Korowaschkow  | Individuelle Neutrale Athleten | 1:39,57    | A-Finale      |
| 2    | 2    | Balázs Adolf Jonatán Hajdu         | Ungarn                         | 1:39,83    | A-Finale      |
| 3    | 3    | Jacky Nascimento Isaquias Queiroz  | Brasilien                      | 1:39,95    | A-Finale      |
| 4    | 4    | Joan Antoni Moreno Diego Domínguez | Spanien                        | 1:40,23    | A-Finale      |
| 5    | 6    | Loïc Léonard Adrien Bart           | Frankreich                     | 1:40,98    | B-Finale      |

### Halbfinale 2
| Rang | Bahn | Athleten                        | Nation      | Zeit (min) | Qualifikation |
| ---- | ---- | ------------------------------- | ----------- | ---------- | ------------- |
| 1    | 5    | Liu Hao Ji Bowen                | China       | 1:40,83    | A-Finale      |
| 2    | 6    | Peter Kretschmer Tim Hecker     | Deutschland | 1:41,58    | A-Finale      |
| 3    | 4    | Gabriele Casadei Carlo Tacchini | Italien     | 1:41,59    | A-Finale      |
| 4    | 2    | Petr Fuksa Martin Fuksa         | Tschechien  | 1:42,69    | A-Finale      |
| 5    | 3    | Ilie Sprîncean Oleg Nuță        | Rumänien    | 1:43,42    | B-Finale      |

## Finale
Donnerstag, 8. August 2024

### A-Finale
Anmerkung: zur Ermittlung der Plätze 1 bis 8
| Rang | Bahn | Athleten                           | Nation                         | Zeit (min) |
| ---- | ---- | ---------------------------------- | ------------------------------ | ---------- |
| 1    | 4    | Liu Hao Ji Bowen                   | China                          | 1:39,48    |
| 2    | 2    | Gabriele Casadei Carlo Tacchini    | Italien                        | 1:41,08    |
| 3    | 1    | Joan Antoni Moreno Diego Domínguez | Spanien                        | 1:41,18    |
| 4    | 5    | Sachar Petrow Alexei Korowaschkow  | Individuelle Neutrale Athleten | 1:41,27    |
| 5    | 6    | Peter Kretschmer Tim Hecker        | Deutschland                    | 1:41,62    |
| 6    | 3    | Balázs Adolf Jonatán Hajdu         | Ungarn                         | 1:41,66    |
| 7    | 8    | Petr Fuksa Martin Fuksa            | Tschechien                     | 1:41,83    |
| 8    | 7    | Jacky Nascimento Isaquias Queiroz  | Brasilien                      | 1:42,58    |

### B-Finale
Anmerkung: zur Ermittlung der Plätze 9 bis 16
| Rang | Bahn | Athleten                          | Nation     | Zeit (min) |
| ---- | ---- | --------------------------------- | ---------- | ---------- |
| 9    | 4    | Ilie Sprîncean Oleg Nuță          | Rumänien   | 1:43,80    |
| 10   | 5    | Loïc Léonard Adrien Bart          | Frankreich | 1:43,82    |
| 11   | 3    | Sergei Jemeljanow Timur Chaidarow | Kasachstan | 1:46,75    |
| 12   | 6    | Manuel António Benilson Sanda     | Angola     | 1:55,74    |
| 13   | 2    | Max Brown Grant Clancy            | Neuseeland | 2:31,04    |